# Clan Hōjō
Pour les articles homonymes, voir Hojo.

Mon du clan Hōjō.

Le clan Hōjō (北条氏, Hōjō-shi) est une famille de samouraïs qui a dominé la politique du Japon durant l'époque de Kamakura.
Descendants du clan Taira, ils ont pris leur nom de la petite ville de Hōjō, dans la province d'Izu. Lorsque, en 1180, Minamoto no Yoritomo, époux de Masako Hojo (fille aînée de la famille Hojo) et gendre de Tokimasa Hōjō, alors chef du clan, sort de son exil pour combattre les Taira au cours de la guerre de Gempei, les Hōjō se rangent de son côté. Après la mort de Yoritomo, ils s'imposent auprès des shoguns suivants en tant que shikken (régents), et dominent de fait le gouvernement du Japon.
Le signe de ce clan a inspiré Nintendo pour créer le signe de la Triforce pour The Legend of Zelda.

## Membres importants du clan Hōjō
Outre les shikken (dont la liste est présente dans l'article correspondant), on peut citer deux autres membres importants du clan :
- Hōjō Sanetoki
- Hōjō Masako

## Note importante
Un autre clan a porté ce nom durant la période Sengoku. Ce clan n'est pas apparenté au clan Hōjō, mais celui de Kamakura, dont fait objet cet article.